# Ливинский, Михаил Александрович
Михаил Александрович Ливинский (укр. Михайло Олександрович Лівінський, род. 27 июля 1969 года, г. Киев, УССР, СССР) — украинский политический и государственный деятель.

## Образование
С 1986 до 1992 года учился на факультете кибернетики Киевского университета имени Тараса Шевченко по специальности математик.

## Карьера
- Июль 1988 — сентябрь 1989 — служба в армии.
- Март 1990 — январь 1992 — старший инженер лаборатории математических методов в гигиене Республиканского гигиенического центра АНУ.
- Апрель 1992 — ноябрь 1992 — специалист I категории аппарата Государственного советника Украине Государственной думы Украины.
- Ноября 1992 — март 1993 — ведущий специалист службы первого вице-премьер-министра Украины, март 1993 — февраль 2000 — главный специалист общего отдела, март 2000 — апрель 2002 — заместитель начальника Управления делопроизводства — заведующий сектором автоматизированных систем делопроизводства Кабинета министров Украины.
- Апрель 2002 — январь 2005 — заместитель директора Департамента делопроизводства и мониторинга — начальник Управления автоматизации делопроизводства в Секретариате Кабинета Министров Украины.
- Январь — сентябрь 2005 — руководитель Службы Премьер-министра Украины.
- 19 декабря 2007 — 11 марта 2010 — руководитель Аппарата Премьер-министра Украины.

## Личная жизнь
Украинец. Отец Александр Михайлович (1935) — доктор технических наук, профессор, лауреат государственной премии Украины в области строительства. Мать Евгения Владимировна (1942) — математик, научный работник. Жена Анна Владимировна (1972) — математик, преподаватель.
Член Общества прикладной математики и механики (GAMM) (с 1995).
Владеет английским языком.
Увлекается спортом.

## Парламентская деятельность
Март 2006 — кандидат в народные депутаты Украины от «Блока Юлии Тимошенко», № 190 в списке. На время выборов: старший консультант Аппарата Верховной Рады Украины, беспартийный.
Народный депутат Украины 6-го созыва с 23 ноября 2007 до 23 мая 2008 от «Блока Юлии Тимошенко», № 143 в списке. На время выборов: главный консультант Аппарата Верховной Рады Украины, член партии ВО «Батькивщина». Член фракции «Блок Юлии Тимошенко» (с ноября 2007). Член Комитета по вопросам социальной политики и труда (с декабря 2007). Сложил депутатские полномочия 23 мая 2008.

## Государственные ранги
Государственном служащий 3-го ранга (с августа 2002), 2-го ранга (с февраля 2005), 1-го ранга (с июня 2009).